# Серіз (фільм)
«Серіз» (фр. Cerise) — французький комедійний фільм 2015 року, поставлений режисером Жеромом Енріко.
У 2015 році фільм було включено до позаконкурсної програми French Connection 45-го Київського міжнародного кінофестивалю «Молодість».

## Синопсис
Серіз 14 років, хоча й має на вигляд 20. Вона ексцентрична, бунтівна і зухвала, як більшість сучасних підлітків. Втомившись від виховання непокірної дочки, мати направляє бунтарку в Україну до батька, якого вона ніколи не знала. Зациклена виключно на собі дівчинка вважає, що Ленін був бразильським рок-співаком, занурюється в реальність країни, в якій відбувається революція. Її подорож буде нелегкою і допоможе усвідомити справжні цінності життя.

## В ролях
| Зое Аджані-Валла | ···· | Серіз   |
| Жонатан Заккаї   | ···· | Фред    |
| Таня Вучкова     | ···· | Ніна    |
| П'єр Деренне     | ···· | Кирило  |
| Анна Сагайдачна  | ···· | Оксана  |
| Олівія Коте      | ···· | Паскаль |
| Микола Матешко   | ···· | Микита  |
| Емілія Радева    | ···· | Таня    |
| Явор Ралінов     | ···· | Борис   |
| Сава Драгунчев   | ···· | артист  |

## Виробництво
- Роль головної героїні у стрічці зіграла Зое Аджані-Валла, племінниця відомої французької акторки Ізабель Аджані.
- Сценарій фільму Жером Енріко написав разом зі своєю дружиною-українкою Іриною Гончар. Проте через події в Україні фільм знімався в Болгарії. На знімальному майданчику команда спілкувалася французькою, англійською, російською та болгарською мовами[4].